# North American T-28 Trojan
Le T-28 Trojan est un avion d'entraînement utilisé par la marine américaine après 1949. Il est remplacé par la suite par le T-34 Mentor.

## Historique
Au départ, il y a le T-28A Trojan fabriqué en 1950 par la firme North American Aviation à la demande de l'US Air Force qui veut remplacer le T-6 Harvard toujours utilisé pour l'écolage. Ce modèle A est équipé d'un moteur en étoile à 7 cylindres, un Wright R-1300 Cyclone de 800 ch et d'une hélice bipale.
Il effectue son premier vol le 20 janvier 1950. Cet appareil est un tel succès que deux ans plus tard, en 1952, la Navy demande au constructeur de lui fournir une version mieux adaptée à ses besoins. C'est la naissance du T-28B qui reçoit un moteur R-1820 (9 cylindres) de 1 425 ch, une hélice tripale et un aérofrein ventral.
Là encore, la satisfaction de la Navy est telle qu'elle décide d'étendre l'utilisation de l'appareil pour la formation à l'appontage. En conséquence, une crosse d'appontage sera ajoutée et cette nouvelle version sera appelée T-28C. Notons qu'aucune de ces versions n'est pourvue d'armement.

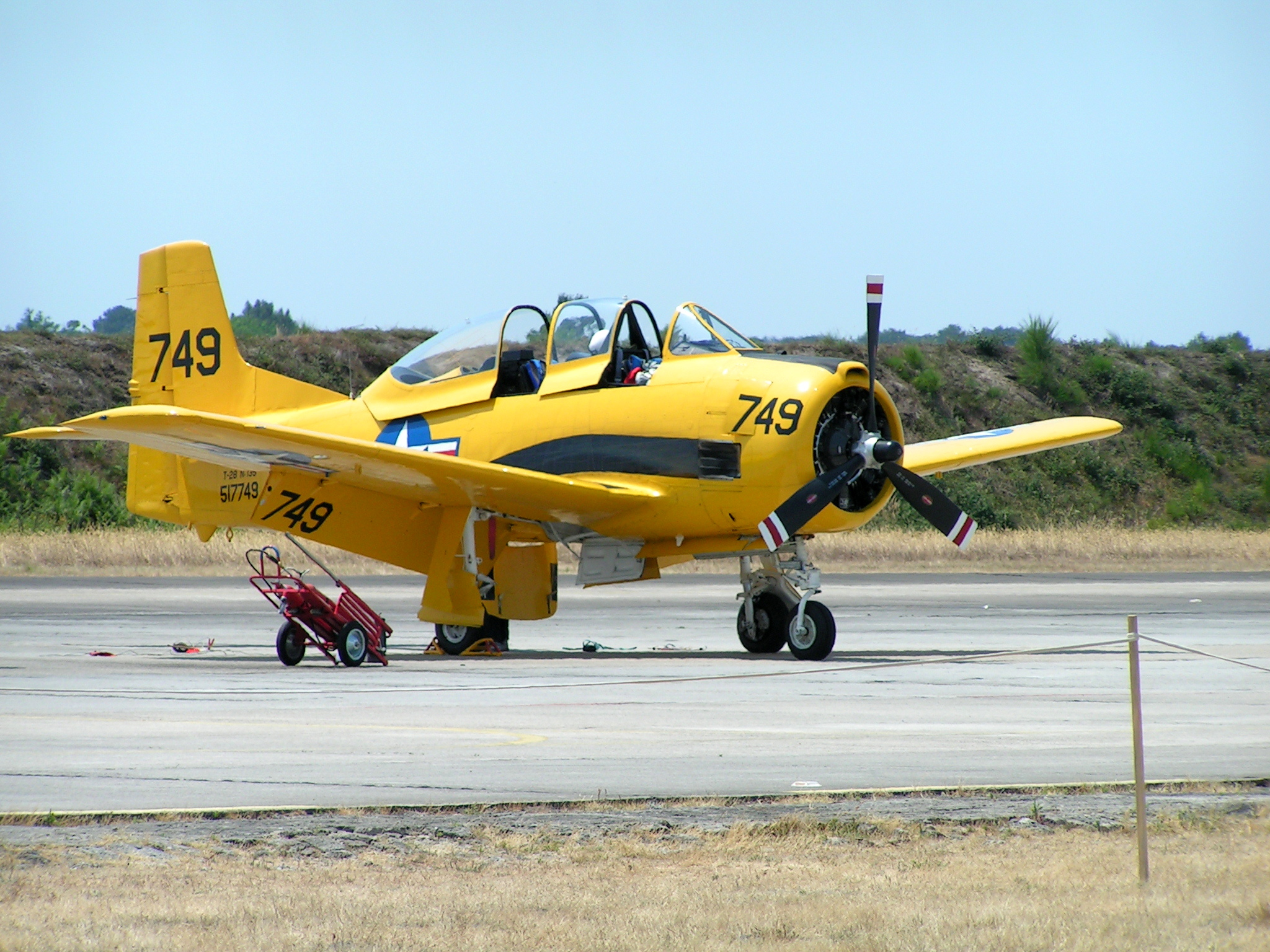
Un T-28 Trojan

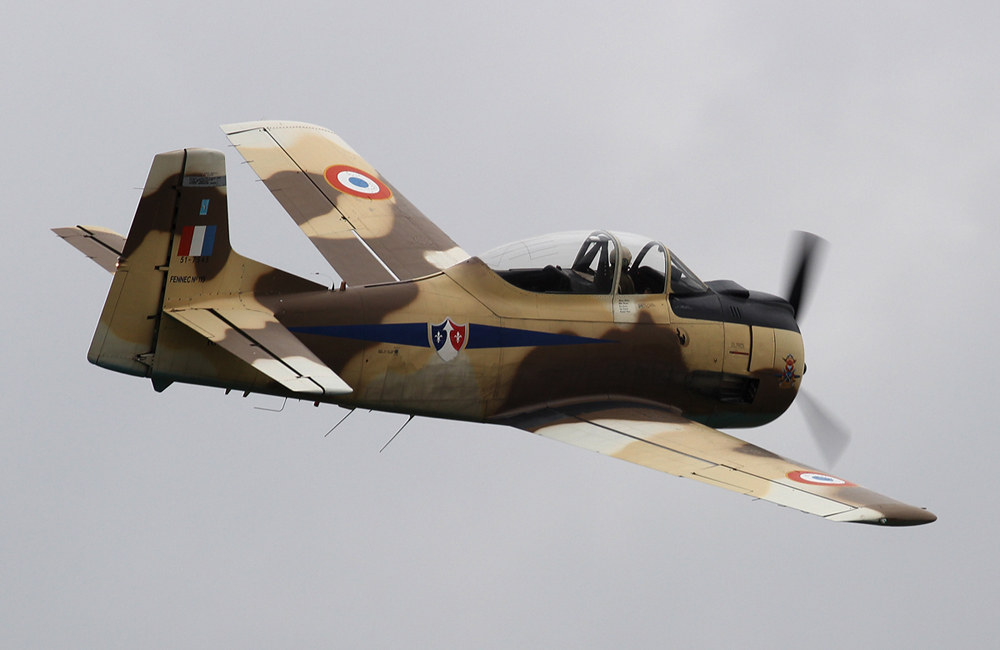
N14113 North American AT-28D Trojan T-28A Fennec ex 51-7545 Fennec No 119 cn 174-398

En 1958/1959, l'Armée de l'air française, engagée dans une lutte anti-guérilla durant la guerre d'Algérie cherche à remplacer les Morane-Saulnier MS.733A et les T-6 qu'elle utilise comme avions d'observation et d'appui des troupes au sol. Elle arrête son choix sur le T-28B, mais l'appareil n'est plus produit et l'U.S. Navy n'est disposée à en céder ni sur son parc ni sur ses surplus. En revanche, il existe une société, Pacific Airmotive (Pac Aero), qui reconditionne, pour un usage civil (Nomad 1 et 2) les T-28A en surplus de l'Air Force en les équipant de moteurs de 1 300 ou 1 425 ch. Sur la base de cette expérience, l'Armée de l'Air rachète quelque 150 cellules de T-28A.
Ces cellules seront livrées à Sud-Aviation qui les adaptera pour les équiper du moteur R-1820 (récupérés sur des B-17 en surplus) et de l'hélice de la version B, mais qui en plus, ajoutera sous les ailes des points d'ancrage de pièces d'armement et bien sûr, des protections de combat pour l'équipage. Cette nouvelle version baptisée Fennec par la France, parfois désignée dans certains articles américains T-28S (pour Supercharger (compresseur) (en)) ou T-28F (pour France), peut ainsi recevoir 4 bombes de 120 kg, ou 4 mitrailleuses de 12,7 mm ou bien encore deux paniers garnis chacun de 7 roquettes, ou toute combinaison possible de ces armes.
Forts de l'expérience française, les Américains réaliseront une version équivalente au Fennec, le T-28D, qu'ils utiliseront (ou prêteront) pour les luttes anti-guerilla en Asie et en Amérique centrale.
Le 21 mars 1964, une patrouille de T-28 cambodgien abattit un O-1 sud-vietnamien tuant le pilote et l’observateur.

## Emploi du T-28 durant la guerre secrète au Laos
Le T-28D fut employé comme avion d'attaque au sol par les pilotes de l'armée sud-vietnamienne, ainsi que leurs camarades des armées thailandaise, laotienne, mais également par l'armée Hmong commandée par le général Vang Pao, contre les armées nord-vietnamiennes et du Pathet Lao. 
Le choix du T-28 s'explique car cet avion était disponible rapidement (appareil d'entrainement américain), fiable, agile et "combat proven", car employé en Algérie par l'armée française (T-28 Fennec, voir supra). Ces pilotes Lao et Hmong étaient entrainés sur la base aérienne d'Udorn en Thailande par les États-Unis (projet Waterpump). Le T-28, avion rustique armé de mitrailleuses lourdes, de roquettes et de bombes lisses Mark 81 et Mark 82 se révéla efficace pour détruire les concentrations de troupes ennemies, notamment les positions d'artillerie (obusiers M-46 de 130mm, obusiers D-74 de 122mm, et obusiers M101 de 105mm). Des pilotes américains de l'US Air Force furent détachés auprès des combattants Hmong et opérèrent clandestinement, le plus souvent en tenue civile. Ces pilotes, appelés "Ravens", employèrent également des T-28D. Les "Ravens" utilisaient des roquettes au phosphore qui servaient à "marquer" une cible, cela afin de guider les frappes aériennes des avions de combat de l'USAF comme le F-4 Phantom.
Selon Vang Pao, une trentaine de Hmong (37 ?) auraient été formés comme pilotes de chasse, et seulement vingt survécurent, les autres étant tués par accident ou par la défense sol-air communiste.
François Ponchaud, missionnaire français qui fut un des premiers témoins du génocide cambodgien, indique que les T-28 étaient plus craints que les B-52, bien plus bruyants, ce qui permettaient aux gens de se mettre à l'abri avant le début des bombardements. Surnommés "Lap Kat" ("ailes coupées"), les T-28 volaient en rase-motte, et de fait étaient bien plus difficiles à détecter. Équipés de bombes au napalm, ils causèrent beaucoup de ravages durant la guerre civile.

## Variantes
XT-28
Prototype; deux construits.
T-28A
Version pour l'U.S. Air Force avec un moteur en étoile Wright R-1300-7 de 800 ch (597 kW), hélice bipale ; 1 194 construits.
T-28B
Version pour l'U.S. Navy avec un moteur en étoile Wright R-1820-9 de 1 425 ch (1 063 kW), hélice tripale, aérofrein ventral ; 489 construits.
T-28C
Version pour l'U.S. Navy, un T-28B avec des pales d'hélice raccourcies et une crosse d'appontage pour l'entrainement sur porte-avion ; 266 construits.
T-28D Nomad
T-28B convertis pour l'USAF en 1962 pour des rôles de contre-insurrection, reconnaissance, contrôleur aérien avancé, recherche et sauvetage au Vietnam. Équipés de deux points d'emport sous les ailes. Les derniers T-28D-5 avaient des casiers à munitions dans les ailes qui pouvaient être accrochés à des mitrailleuses pour améliorer le centre de gravité et l'aérodynamique ; 321 convertis par Pacific Airmotive (Pac-Aero).
T-28 Nomad Mark I - Wright R-1820-56S (1 300 ch).
T-28 Nomad Mark II - Wright R-1820-76A (1 425 ch)
T-28 Nomad Mark III - Wright R-1820-80 (1 535 ch)
Fairchild AT-28D
Version d'attaque au sol du T-28D utilisé pour des missions d'appui aérien rapproché par l'USAF et ses alliées en Asie du Sud-Est. Il était équipé de six points d'emport sous les ailes et d'un siège éjectable Stanley Yankee ; 72 convertis par Fairchild Hiller. L'armement est monté sur les six points d'ancrage de l'avion:
- 2 pods-mitrailleuses Browning M2 de calibre 12,7mm. Un maximum de 4 mitrailleuses peut être installé.
- Roquettes de 70 et 127mm.
- Quatre bombes de 227 kg MK 82,  bombes de 110 kg MK 81, bombes au napalm.

YAT-28E
Développement expérimental du T-28D de contre-insurrection. Il était propulsé par un turbopropulseur Lycoming YT-55L-9 de 2 445 ch (1 823 kW), armé de deux mitrailleuses de .50 et de 2 730 kg d'armement sous 12 points d'emport. Trois prototypes furent convertis à partir de T-28A par North American, avec un premier vol le 15 février 1963. Le projet fut abandonné en 1965.
T-28S Fennec
T-28A Ex-USAF convertis en 1959 pour être utilisés par l'Armée de l'Air, en remplacement du Morane-Saulnier MS.733A. Ils furent opérés par les Escadrilles d'Aviation Légère d'Appui (EALA) pour la contre insurrection en Afrique du Nord de 1959 à 1962. Équipés d'une verrière électrique, d'un blindage latéral, d'un moteur en étoile compressé Wright R-1820-97 de 1 200 ch (Le modèle utilisé sur le B-17) et de quatre points d'emport sous les ailes. Il est dénommé "S" à cause de son compresseur ("supercharger" en anglais), ou bien T-28F – "F" pour France.
Pour des missions d'appui feu il emportait habituellement deux mitrailleuses double de .50 (avec 100 coups par affut) et deux paniers à roquettes MATRA Type 122 6 x 68 mm. Il pouvait aussi emporter une bombe à fragmentation ou à explosion de 120 kg, un panier à roquettes MATRA Type 361 36 x 37 mm, un panier à roquettes SNEB 7 x 55 mm ; ou bien un lance roquettes lourd MATRA Type 13 simple-rail, MATRA Type 20 ou Type 21 double-rail, MATRA Type 41 quadruple-rail (2 x 2), MATRA Type 61 ou Type 63 sextuple-rail (3 x 3) SERAM T10. Des bombes au napalm improvisées (appelées "bidons spéciaux") furent aussi créées.
Au total 148 appareils furent achetés à Pacific Airmotive (Pac Aero) et modifiés par Sud-Aviation en France. Après la guerre le gouvernement français les mit en vente de 1964 à 1967. Ils furent en majorité vendus au Maroc et à l'Argentine. Cette dernière en vendit plus tard une partie à l'Uruguay et au Honduras.
T-28P
T-28S Fennec vendus à l'Aviation navale argentine comme avion d'attaque embarqué. Ils furent livrés avec des pales d'hélice raccourcies et une crosse d'appontage.
T-28R Nomair
Une tentative de l'Hamilton Aircraft Company de Tucson en Arizona de créer une version civile à partir d'un T-28A ex-USAF remis à neuf. Il fut équipé d'un moteur Wright Cyclone R-1820-80. Le prototype vola pour la première fois en septembre 1960 et reçut le certificat de type FAA le 15 février 1962. À l'époque, le T-28-R2 était l'avion monomoteur standard le plus rapide disponible aux États-Unis. Il vola jusqu'à une altitude de 38 700 ft (11 800 m.
T-28R-1 Nomair I
Avion d'entrainement militaire double commande en tandem. Six furent vendus en 1962 à la Marinha do Brasil  pour l'entrainement à l'appontage et équipés d'une crosse d'appontage. Ils furent plus tard transférés à la force aérienne brésilienne.
T-28R-2 Nomair II
Modifié pour avoir une étroite cabine à 5 places (un pilote et deux rangs de deux passagers) qui s'ouvrait par une porte latérale. Dix avions furent modifiés dont un qui fut vendu à une entreprise de photographie aérienne.
RT-28
Conversion photo/reconnaissance pour la contre insurrection utilisé par l'Aviation royale laotienne. Le nombre de conversions est inconnu.

## Opérateurs
Argentine
- Fuerza Aérea Argentina - 34 T-28A
- Aviation navale argentine - 65 T-28S Fennec  ex-Armée de l'air. Les neuf derniers furent transférés à l'Armada Nacional del Uruguay en 1980.

 Bolivie
- Fuerza Aérea Boliviana - au moins six T-28D.

 États-Unis du Brésil
- Marinha do Brasil - 18 T-28C

 République du Congo-Kinshasa
- Force aérienne du Congo - 14 T-28C, 3 T-28B, 10 T-28D

 Cuba
- Defensa Anti-Aérea Y Fuerza Aérea Revolucionaria - 10

 République dominicaine
- Fuerza Aérea Dominicana

 Équateur
- Fuerza Aérea Equatoriana - neuf T-28A

 Éthiopie
- Force aérienne éthiopienne - 12 T-28A et 12 T-28D

 France
- Armée de l'air - 148 T-28A modifiés (1959) pour créer le T-28S Fennec.

 Haïti
- Forces Armées d'Haïti - 12 ex-Armée de l'air

 Honduras
- Fuerza Aérea Hondureña - 8 anciens Fennecs des Forces royales air.

 Japon
- Force aérienne d'autodéfense japonaise

 République khmère
- Armée de l'air khmère - 47 T-28

 Royaume du Laos
- Aviation royale laotienne - 55 T-28D

 Mexique
- Fuerza Aérea Mexicana - 32 T-28A

 Royaume du Maroc
- Forces royales air - 25 Fennec

 Nicaragua
- Fuerza Aérea de Nicaragua - six T-28D

Philippines
- Force aérienne philippine - 12 T-28A

 Corée du Sud
- Force aérienne de la République de Corée

Arabie Saoudite
- Force aérienne royale saoudienne

 République du Viêt Nam
- Không lực Việt Nam Cộng hòa

Tunisia
- Armée de l'air tunisienne

 Taïwan
- Force aérienne de la République de Chine

 Thaïlande
- Kong Thab Akat Thai - 88 T-28D. Retirés du service en 1984.

 États-Unis
- United States Army
- United States Air Force - 1194 T-28A, dont 360 convertis en "D"
- United States Navy - 489 T-28B et 299 T-28C

 Uruguay
- Marine nationale d'Uruguay

 République démocratique du Viêt Nam
- force aérienne populaire vietnamienne

### Développement lié
- AIDC T-CH-1
- North American XSN2J (en)

### Aéronefs comparables
- DHC-1 Chipmunk
- T-6 Texan
- Yak-11